# Luciano Leguizamón
Luciano Félix Leguizamón (* 1. Juli 1982 in Concepción del Uruguay, Provinz Entre Ríos) ist ein argentinischer Fußballspieler auf der Position eines Stürmers.

## Karriere

### Karrierebeginn in der Heimat
Leguizamón begann seine aktive Karriere als Fußballspieler im Nachwuchsbereich des Club Gimnasia y Esgrima Concepción del Uruguay in seiner Heimatstadt Concepción del Uruguay. Nach mehreren Jahren in der Jugendabteilung des Vereins, stand er ab 1999 im Kader der ersten Mannschaft des Vereins und kam dabei bereits vereinzelt zu Einsätzen in der drittklassigen Torneo Argentino A. Nach einigen Jahren bei Gimnasia CU wechselte Leguizamón im Jahre 2002 zu River Plate nach Buenos Aires und kam dort zu insgesamt zwei Ligaeinsätzen in der höchsten Spielklasse des Landes. In der Torneo Apertura 2002, in der der junge Stürmer im Einsatz war, erreichte die Mannschaft den dritten Tabellenplatz.
In der Torneo Clausura 2003 spielte der 1,72 m große Stürmer in 13 Meisterschaftspartien für Unión de Santa Fe in der höchsten Liga Argentiniens und kam dabei drei Mal zum Torerfolg. Einen Abstieg in die Primera B National, die zweithöchste Spielstufe im argentinischen Fußball, konnte jedoch nicht verhindert werden, da das Team in der Relegation zu schwach abschnitt.

### Kurzer Wechsel nach Spanien und Rückkehr nach Argentinien
Zur Saison 2003/04 wechselte Luciano Leguizamón zu Polideportivo Ejido in die Segunda División, die zweithöchste spanische Spielklasse, wo er in 13 Meisterschaftsspielen zum Einsatz kam, aber keinen Treffer erzielte. Dabei hatte die Mannschaft noch Glück, nicht in die Drittklassigkeit abzurutschen und schaffte den Klassenerhalt in dieser Saison nur knapp. Nach den 13 Ligaspielen in Europa kehrte der junge Stürmer wieder nach Südamerika zurück und absolvierte abermals zwei Meisterschaftsspiele für River Plate. Dabei kam er in der Torneo Clausura 2004 in einem einzigen Ligaspiel zum Einsatz und steuerte mit seinem Einsatz einen winzigen Teil zum Meistertitel am Ende der Spielzeit hinzu.
Nachdem er in der Torneo Apertura 2004 zu keinem Einsatz in der laufenden Meisterschaft gekommen war, absolvierte er zur Torneo Clausura 2005 ein weiteres Meisterschaftsspiel. In dieser Spielzeit kam das Team allerdings nicht über einen zehnten Tabellenplatz heraus. Zur Apertura 2005 wurde Leguizamón zum damaligen Zweitligisten CA Talleres verliehen, bei dem er in 14 Ligaspielen drei Mal zum Torerfolg kam. Da er dort durch gute Leistungen aufzeigte, wurde er in der Folgesaison, der Clausura 2006, von der Vereinsführung verpflichtet. Dabei kam er auf eine Bilanz von 16 Ligaeinsätzen, in denen er acht Tore erzielte.

### Die Zeit bei Gimnasia LP
Ab der Torneo Apertura 2006 wagte der Offensivspieler einen weiteren Vereinswechsel und unterschrieb einen Profivertrag bei Gimnasia y Esgrima de La Plata, kurz Gimnasia LP. Die Mannschaft rangierte am Ende der Spielzeit auf dem 13. Tabellenplatz, hatte aber die schlechteste Tordifferenz der gesamten Liga. Luciano Leguizamón kam dabei in zwölf Meisterschaftsspielen zum Einsatz und schoss dabei zwei Tore. In der Folgesaison erreichte das Team nur den 18. Rang; der 1,72 m große Stürmer steuerte dabei in 16 Ligaspielen vier Treffer bei.
Nachdem auch die Torneo Apertura 2007 nicht den erhofften Umschwung einbrachte und die Mannschaft abermals nur den 18. Tabellenplatz erreichte, beschloss Leguizamón ein weiteres Mal den Verein zu wechseln. Während der Copa Libertadores 2007 schied die Mannschaft – Leguizamón erzielte zwei Tore in vier Spielen – bereits in der Gruppenphase aus. Doch auch die Fans von Gimnasia LP wandten sich in dieser Spielzeit gegen ihn, als er bei während der Halbzeitpause eines Spiels gegen den Erzrivalen Estudiantes de La Plata mit dem Estudiantes-Spieler Juan Sebastián Verón das Trikot tauschte und während der zweiten Halbzeit unter seinem eigenen Trikot, das des argentinischen Nationalspielers getragen hatte. Das soll auch der Hauptgrund für den Abgang Leguizamóns gewesen sein.

### Wechsel zu Arsenal de Sarandí
Zur Torneo Clausura 2008 folgte schließlich der Transfer des Offensivakteurs zum Ligakonkurrenten Arsenal de Sarandí, bei dem er in der ersten Spielzeit in 18 Meisterschaftsspielen sieben Treffer erzielte und in der Endtabelle mit der Mannschaft auf dem 10. Platz rangierte. Während der Torneo Apertura 2008 kam der Mittelstürmer in 14 Ligaspielen zum Einsatz und kam dabei fünf Mal zum Torerfolg. Mit der Mannschaft erreichte er einen fünften Platz in der Endtabelle. Weiters war er im Jahr 2008 in sechs Spielen der Copa Libertadores 2008 im Einsatz, in denen er drei Treffer machte. Über die Gruppenphase kam die Mannschaft allerdings nicht hinaus und schied in der Gruppe 8 vom laufenden Wettbewerb aus.
Mit Arsenal de Sarandí als Titelverteidiger nahm Leguizamón an der Copa Sudamericana 2008 teil, schied dort aber bereits im Sechzehntelfinale gegen den späteren Finalisten und ehemaligen Erzrivalen Estudiantes de La Plata aus dem Bewerb aus. Außerdem nahm er an beiden Spielen der Recopa Sudamericana 2008 gegen die Boca Juniors teil, wobei die Mannschaft allerdings mit einem Gesamtscore von 3:5 aus Hin- und Rückspiel verlor. Mit der Folgesaison, der Torneo Clausura 2009, folgte im Ligageschehen von Arsenal de Sarandí ein Leistungseinbruch, wobei in der Endtabelle nur ein 18. Platz erreicht wurde. Der Stürmer war dabei in ganzen 17 Spielen im Einsatz und kam dabei sechs Mal zum Torerfolg.

### Leihweiser Wechsel nach Saudi-Arabien und Rückkehr nach Südamerika
Ab August 2009 folgte für die mittlerweile 27-jährige Offensivkraft ein leihweiser Wechsel zu Al-Ittihad in die Saudi Professional League, die höchste Spielklasse im saudi-arabischen Fußball. Mit den Arabern spielte er in der AFC Champions League 2009, in der er in drei Spielen ein Tor erzielte und mit der Mannschaft bis ins Finale des Bewerbs kam. Zu seinen Einsätzen kam er beim 4:0-Sieg im Viertelfinalrückspiel über den usbekischen Verein Pakhtakor Tashkent, sowie beim 6:2-Halbfinalhinspielsieg über Nagoya Grampus Eight aus Japan. Auch im Finalspiel gegen die Pohang Steelers war Luciano Leguizamón als Ersatzspieler im Einsatz.
Nachdem er in Saudi-Arabien gute Leistungen gebracht hatte, kehrte der Argentinier im Januar 2010 wieder zurück in sein Heimatland. Dort hatte er bei Arsenal einen Stammplatz inne, bevor er Mitte 2012 zu CA Independiente wechselte. Dort kam er in der Saison 2012/13 nur unregelmäßig zum Einsatz. Mitte 2013 zog es ihn zu CA Colón. Jedoch schon Anfang 2014 ging er nach Chile, wo er sich Everton de Viña del Mar anschloss. Leguizamón spielte dort ein halbes Jahr. Im August 2014 wechselte er zu UTC Cajamarca nach Peru, wo er nur dreimal eingesetzt wurde. Im Jahr 2015 spielte er für Guaraní Antonio Franco, ehe er Anfang 2016 zu Gimnasia CdU zurückkehrte.

## Erfolge

### Mit River Plate
- 1 × Meister der Torneo Clausura 2004

### Mit Arsenal de Sarandí
- 1 × Teilnehmer der Recopa Sudamericana: 2008

### Mit Al-Ittihad
- 1 × AFC-Champions-League-Finalist: 2009